# Treffiagat
Treffiagat är en kommun i departementet Finistère i regionen Bretagne i västra Frankrike. Kommunen ligger i kantonen Guilvinec som tillhör arrondissementet Quimper. År 2022 hade Treffiagat 2 438 invånare.

## Befolkningsutveckling
Antalet invånare i kommunen Treffiagat
Referens:INSEE